# سلطة النقد (فلسطين)
سلطة النقد الفلسطينية هي إحدى مؤسسات السلطة الوطنية الفلسطينية، أنشئت بموجب قانون أصدره المجلس التشريعي الفلسطيني عام 1997، والذي ينص على أنّها تهدف لِـ «ضمان سلامة العمل المصرفي والحفاظ على الاستقرار النقدي وتشجيع النمو الاقتصادي في فلسطين وفقًا للسياسة العامة للسلطة الوطنية»، في عام 1994، صدر قرار في غزة من قِبَل ياسر عرفات، رئيس اللجنة التنفيذية لمنظمة التحرير آنذاك بإنشاء سلطة للنقد، وجاء قانون عام 1997 ليلغي ذلك القرار. وتصف سلطة النقد نفسها على أنها مؤسسة عامة مستقلة مسؤولة عن رسم وتنفيذ السياسات النقدية والمصرفية لضمان سلامة القطاع المصرفي ونمو الاقتصاد المحلي بشكل متوازن.

## الرؤية والأهداف
تتمثل الأهداف الأساسية لسلطة النقد فيما يلي:
- الإشراف على المصارف والبنوك ومؤسسات الإقراض العاملة والصرافين العاملين في دولة فلسطين.
- الإشراف على تنفيذ وتشغيل نظم المدفوعات الحديثة.
- رسم وتنفيذ السياسة النقدية لتحقيق الاستقرار النقدي.
- التخطيط لإقامة بنك مركزي فلسطيني بكامل الصلاحيات لدولة فلسطين.

## القوانين الحاكمة
تعمل سلطة النقد الفلسطينية بموجب قانون سلطة النقد الفلسطينية رقم (2) الصادر عن المجلس التشريعي الفلسطيني عام 1997، والذي حدد استقلاليتها بالإضافة إلى قانون المصارف رقم 9 لعام 2010.

## المُحافظون
| الترتيب | الاسم       | تاريخ البدء    | تاريخ الانتهاء |
| ------- | ----------- | -------------- | -------------- |
| 1       | فؤاد بسيسو  | 25 ديسمبر 1994 | 30 نوفمبر 2001 |
| 2       | أمين حداد   | 01 ديسمبر 2001 | 31 مارس 2005   |
| 3       | جورج العبد  | 30 نوفمبر2007  | 02 أبريل 2005  |
| 4       | جهاد الوزير | 1 يناير 2008   | نوفمبر 2015    |
| 5       | عزام الشوا  | 20 نوفمبر 2015 | 30 ديسمبر 2020 |
| 6       | فراس ملحم   | 3 يناير 2021   | 3 يناير 2025   |
| 7       | يحيى شنار   | 3 يناير 2025   | لا يزال        |

## وصلات خارجية
- الموقع الرسمي لسلطة النقد الفلسطينية